# Janina Zabielska
Janina Zabielska z d. Rewkowska (ur. 1 listopada 1906 w Kownie, zm. 6 kwietnia 1962 w Londynie) – polska bibliotekarka, bibliograf, historyk książki. 

## Życiorys
Urodziła się w Kownie na terenie zaboru rosyjskiego (obecnie Litwa), od 1933 r. studiowała na Uniwersytecie Stefana Batorego w Wilnie romanistykę, a po likwidacji katedry wileńskiej kontynuowała studia na Uniwersytecie im. Adama Mickiewicza w Poznaniu, gdzie w 1939 r. uzyskała dyplom magistra. Jeszcze w czasie studiów w latach 1934-1935 odbyła praktykę w Państwowej Bibliotece im. Eustachego i Emilii Wróblewskich w Wilnie, podjęła wtedy swoje pierwsze prace bibliograficzne. Po ukończeniu studiów rozpoczęła pracę w tejże Bibliotece. Po wybuchu II wojny światowej przeniosła się do Warszawy, tu przeżyła okupację niemiecką. Po wyzwoleniu rozpoczęła pracę w Muzeum Narodowym, gdzie współorganizowała prace biblioteczne oraz brała udział w przygotowaniu wystawy „Warszawa oskarża” przedstawiającej zniszczenia wojenne dóbr kultury w stolicy. W 1947 r. wyjechała do Wielkiej Brytanii do męża Henryka Zabielskiego, działacza społecznego i publicysty. Od 1948 r. pracowała w Bibliotece Polish University College, przekształconej następnie w 1953 r. w Bibliotekę Polską w Londynie. W tym czasie była bibliotekarzem, zastępczynią kierowniczki Marii Danilewiczowej, kierowała Działem Czasopism i Czytelnią Naukową, opracowywała kwerendy i wykazy bibliograficzne.
Zainicjowała i rozpoczęła opracowywanie polskiej bibliografii wydawnictw emigracyjnych, jest autorką dwóch tomów i współautorką (wraz z M. Danilewicz i Haliną Choynacką) tomu trzeciego wydanego po jej śmierci Bibliography of books in Polish or relating to Poland published outside Poland since September 1 st, 1939 (London 1954-1966). Bibliografia obejmowała książki w języku polskim lub dotyczące Polski wydane za granicą w latach 1939-1963, łącznie 9800 pozycji, była następnie kontynuowana przez Zdzisława Jagodzińskiego wraz z zespołem. W tamtym okresie publikacja stanowiła ważne uzupełnienie polskiej bibliografii narodowej opracowywanej w Bibliotece Narodowej. Do „Annual Bibliography of English Language and Literature” J. Zabielska opracowała dwa wykazy poloników w języku angielskim za lata 1948-1949 i 1950-1952. Była współautorką (wraz z M. Danilewiczową i Janiną Pilatową) Bibliografii pism Juliusza Słowackiego i artykułów i rozpraw o Słowackim, wydanych poza krajem od 1.IX. 1939 do 1.VI.1950,  opublikowanej w księdze zbiorowej Juliusz Słowacki 1809-1849 (Londyn 1950, s. 434-439) z okazji setnej rocznicy zgonu poety oraz autorką obszernego opracowania Instytucje i firmy wydawnicze – oficyny drukarskie (W: Literatura polska na obczyźnie 1940-1960. T. 2. Londyn 1965, s. 549-572).
Od 1959 r. opracowywała wykazy książek dla jury corocznej nagrody literackiej tygodnika emigracyjnego „Wiadomości”. Była członkiem Komisji Historyczno-Filozoficznej Wydziału Humanistycznego Polskiego Towarzystwa Naukowego na Obczyźnie oraz Zjednoczenia Polskiego w Wielkiej Brytanii, należała także do Społeczności Akademickiej Uniwersytetu Stefana Batorego.
Zmarła 6 kwietnia 1962 r., pochowana jest na Cmentarzu Brompton w Londynie.